# Ős-Dráva Program

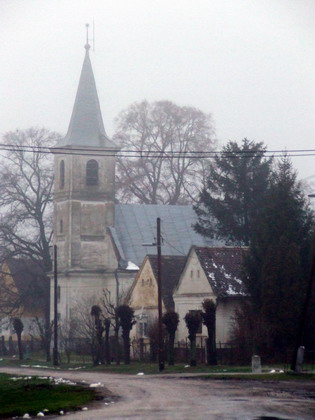
Sósvertikei falurészlet

Az Ős-Dráva Program egy komplex, a természeti, társadalmi és gazdasági szférát egyaránt érintő területfejlesztési koncepció, amely hosszútávon a fenntartható fejlődés feltételeit teremtheti meg hazánk egyik leghátrányosabb térségében, Baranya és Somogy vármegye déli részén.

## A program területe
Az Ős-Dráva Program tervezési területén 43 település található, kiválasztásukban a vízrendezési szempontok játszottak szerepet.
| Adorjás       | Drávafok       | Endrőc           | Lakócsa   | Potony      | Vajszló |
| Baranyahídvég | Drávagárdony   | Felsőszentmárton | Lúzsok    | Sámod       | Vejti   |
| Besence       | Drávaiványi    | Hirics           | Markóc    | Sellye      | Zaláta  |
| Bogdása       | Drávakeresztúr | Kákics           | Marócsa   | Sósvertike  |         |
| Cún           | Drávapalkonya  | Kastélyosdombó   | Nagycsány | Szaporca    |         |
| Csányoszró    | Drávapiski     | Kémes            | Okorág    | Szentborbás |         |
| Drávacsehi    | Drávasztára    | Kemse            | Páprád    | Tésenfa     |         |
| Drávacsepely  | Drávatamási    | Kisszentmárton   | Piskó     | Tótújfalu   |         |

A program egyes kapcsolódó projektjei más ormánsági településeket is érintenek (pl.:Drávaszabolcs, Kovácshida, Kórós).

## A program célja

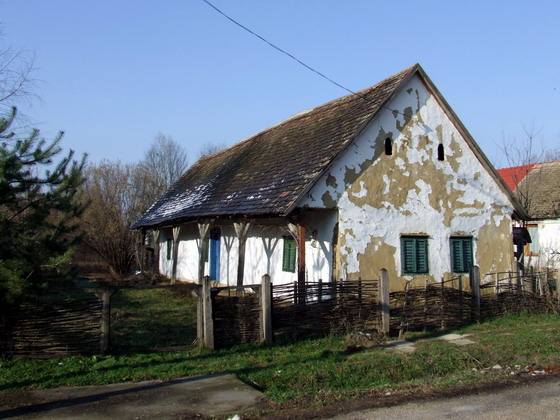
Idős parasztház Drávakeresztúron

Az Ős-Dráva Program egy komplex vidékfejlesztési stratégia, aminek fő célja, hogy a Dráva folyó különböző hasznosítási lehetőségeit megvizsgálva, az Ormánság vízellátását javító vízkormányzási rendszert alakítson ki, mely lehetőséget teremt a jelenlegi helyzetből való kitörésre.

### Célterületek
- A térség kulturális hagyományain és természeti adottságain alapuló gazdálkodási mód megteremtésével fenntartható gazdasági fejlődés előmozdítása.
- Előtérbe kell kerülnie a táji adottságokhoz igazodó víz- és tájgazdálkodásnak, amely a jelenlegihez képest a helyi lakosság szélesebb köre számára biztosíthat megélhetési lehetőséget.
- E változások következményeként a térségi társadalmi- kulturális élet újjászervezése.
- Egy sikeres, a helyi adottságok segítségével prosperáló térség turisztikai fejlesztése.[2]

### Célok
1. Felszíni vízrendszer átalakítása

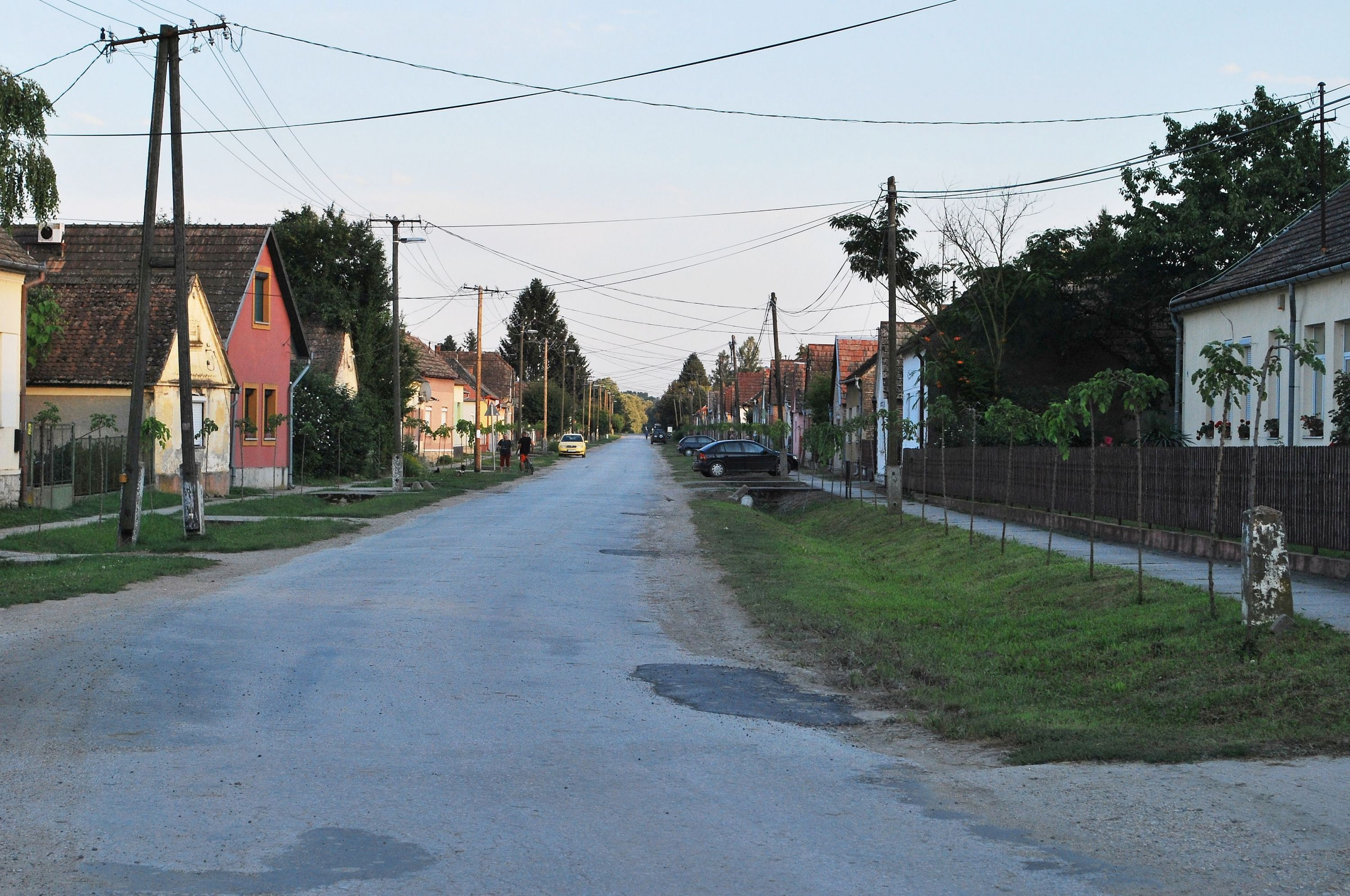
A Zrínyi utca Drávasztárán

2. Táji adottságoknak megfelelő gazdaságfejlesztés
3. Turizmus fejlesztése
4. Pénzügyi források szervezése

### Alappillérek
A program hét pillérből áll. Alapja a vízkormányzás átalakítása, ami a táj adottságaihoz igazodó tájgazdálkodás alapja. Az erre épülő gazdaságfejlesztés egyaránt segíti az alapanyag-termelés fellendítését és a helyi feldolgozás megerősítését.
- Vízrendezés
- Tájhasználat-váltás és tájtagolás
- Állattenyésztés
- Feldolgozás, gazdaságfejlesztés, megújuló energia
- Turizmus
- Humánerőforrás-fejlesztés
- Egységes projektmenedzsment

## Kronológia

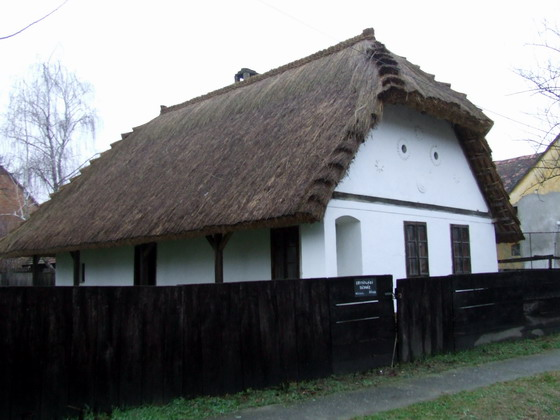
Talpasház Lúzsokon

- 2005 - a Magyar Terület- és Regionális Fejlesztési Hivatal megbízásából kidolgozásra kerül „Az Ormánság komplex rehabilitációs és területfejlesztési programja”.[2]
- 2007 - elkészül az Ős-Dráva Program vízellátó rendszerének koncepció–tanulmánya.[2]
- 2007 - Interreg-pályázat keretein belül elkészül az Ős-Dráva Program Vízügyi műszaki terv, a Tájgazdálkodási terv és a Területfejlesztési programterv.[2]
- 2010 - A program hivatalos indulása.[4]
- 2010 - Az Ős-Dráva Program megvalósításával kapcsolatos előkészítő tevékenységek megkezdődtek.[2]
- 2011 - Az Új Széchenyi Terv Pályázati Kézikönyvének Nemzeti Programjai között szerepeltetve van az Ős-Dráva Program.[2]
- 2012 - Magyarország kormánya határozatot hozott az Ős-Dráva Programról. A kormányzat szándéka szerint az Ős-Dráva Program tervezési területén (ami az Ormánság legnagyobb részét magában foglalja) meg kell teremteni a felszíni vízrendszerre alapozott komplex, a természeti, társadalmi és gazdasági szférát egyaránt érintő, hosszú távon is fenntartható fejlődés feltételeit.[5]
- 2013 - Magyarország kormánya határozatot hozott az Ős–Dráva Program összehangolásáért felelős kormánybiztos kinevezéséről.[6]

## Eredmények

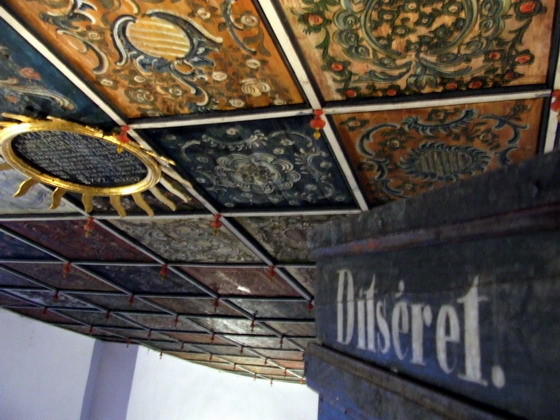
Drávaiványi református, műemlék templomának fakazettás mennyezete

A program elemeinek kivitelezése 2013-ban indult el.

### Határon átnyúló együttműködések
A projektek keretében a Dél-dunántúli Vízügyi Igazgatóság, a Duna–Dráva Nemzeti Park Igazgatóság, az Ormánság Alapítvány és horvát partnereik az Ős-Dráva Program előkészítésében és megalapozásában vettek részt. Többek között a tájhasználat-váltás és vízkormányzás konkrét tervei két mintaterületen (DRABALU projekt: Korcsina, Okorág), a holtágrendszer revitalizációjának terve Cún-Szaporcán (Sigma for Water projekt) és a Dráva mellékágainak rehabilitációja (Boroš Drava and Dravakeresztúr’s projekt, Water and life for Vuka and Drava projekt) valósult meg.

### Tervezés, projekt-előkészítés
A stratégiai tervezés és projekt-előkészítés során a beavatkozási területek pontos felmérése és lehatárolása, a vízkormányzás tervezése folyik.

### Tájhasználat-váltás, tájgazdálkodás, vízkormányzás
A Sigma for Water IPA projekt keretében előkészített Cún-Szaporca holtág vízpótlása 2014-ben a DDOP 5. prioritásából készül el, ezzel az első olyan mintaterület lesz, ahol az Ős-Dráva Program legfontosabb elemei egy helyszínen, együtt valósulnak meg.

### Foglalkoztatás
A súlyos munkanélküliséggel küzdő Ormánságban az Ős-Dráva Program előkészítő munkálataiba a Baranya Megyei Önkormányzat 420 közmunkást vont be a Startmunka Program keretében 2013-ban és 2014-ben. A térség 20 településén indult el TÁMOP forrásból 2013-ban a Szövétnek I. közösségi foglalkoztatási kezdeményezés, aminek keretében képzési, átképzési és foglalkoztatási, valamint kapcsolódó munkaerő-piaci szolgáltatási lehetőségeket vehetnek igénybe a projektbe bevonásra kerülő célcsoport tagjai.

### Helyi kezdeményezések
A programhoz illeszkedően több helyi, civil szervezet is nyújtott be pályázatokat.

### Kultúra és idegenforgalom
A Cún-Szaporcán megvalósuló vízkormányzási mintaterülethez kapcsolódóan a Duna–Dráva Nemzeti Park Igazgatóság az ökológiai gazdálkodást és szemléletet ismertető ökoturisztikai látogatóközpontot, őshonos növény- és állatbemutató telepet, illetve tanösvényeket nyit meg 2014-ben. Az Ormánság legfontosabb műemlékei és a helyi identitás fontos szimbólumai a fakazettás református templomok. Közülük a nyolc legértékesebb újul meg a 2013 decemberében, a Baranya Megyei Önkormányzat, az Emberi Erőforrások Minisztériuma és a Dunamelléki Református Egyházkerület által megkötött megállapodás alapján a Nemzeti Kulturális Alap forrásából. A környezettudatos kirándulókat segíti a folyamatosan kiépülő kerékpárút-hálózat, az utakhoz kapcsolódó pihenőhelyekkel, információs táblákkal és szolgáltatásokkal. A térség így az EuroVelo 13 nemzetközi kerékpárút mellett a már korábban kiépült Harkány és Siklós vidékének kerékpárútjaihoz is csatlakozik.

## Szervezetek
Kémesen Ős-Dráva Programiroda működik a Baranya Megyei Önkormányzat és a Széchenyi Programiroda között létrejött megállapodás eredményeként.
A program megvalósítására konzorcium alakult, tagjai:
- Baranya Megyei Önkormányzat (konzorcium vezetője)
- Dél-dunántúli Vízügyi Igazgatóság
- Duna–Dráva Nemzeti Park Igazgatóság
- Baranya Megyei Kormányhivatal
- Dél-Baranyáért Alapítvány

Az Ős-Dráva Program összehangolásáért felelős kormánybiztos munkáját titkárság segíti a Miniszterelnökségen.